# Page (Arizona)
Page is een plaats (city) in de Amerikaanse staat Arizona bij het Glen Canyon National Recreation Area en het Powellmeer. Het valt bestuurlijk gezien onder Coconino County. De plaats bevindt zich vlak bij de grens van de staat Utah.

## Geschiedenis
Page is in 1957 ontstaan als een tijdelijke plaats voor de arbeiders die aan de Glen Canyondam werkten aan de rivier de Colorado. De dambouwers verhuisden vaak met hun hele gezin naar de nederzetting. Uiteindelijk ontstond zo een dorp. Op het hoogtepunt van de constructie woonden er 7500 inwoners in Page. Dit dorp is inmiddels uitgegroeid tot een kleine plaats aan Lake Powell, die het vooral moet hebben van toerisme.

## Demografie
Bij de volkstelling in 2000 werd het aantal inwoners vastgesteld op 6809. In 2006 is het aantal inwoners door het United States Census Bureau geschat op 6827, een stijging van 18 (0.3%).

## Films
Verschillende films zijn opgenomen in en nabij Page, waaronder:
- Into the Wild (2007)
- Hulk (2003)
- Evolution (2001)
- Planet of the Apes (2001)
- Broken Arrow (1996)
- Maverick (1994)
- Highway to Hell (1992)
- Beastmaster 2: Through the Portal of Time (1991)
- Superman III (1983)
- Thunder Warrior (1983)
- Exorcist II: The Heretic (1977)
- The Outlaw Josey Wales (1976)
- Planet of the Apes (1968)
- The Greatest Story Ever Told (1965)

## Geografie
Volgens het United States Census Bureau beslaat de plaats een oppervlakte van
43,1 km², waarvan 43,0 km² land en 0,1 km² water. Page ligt op ongeveer 1129 m boven zeeniveau.

## Plaatsen in de nabije omgeving
De onderstaande figuur toont nabijgelegen plaatsen in een straal van 64 km rond Page.

## Verkeer en vervoer
De aan de westkant gelegen U.S. Highway 89 verbindt de Interstate 40 in het zuiden met de Interstate 70 in het noorden. De uit het zuidoosten afkomstige Arizona State Route 98 sluit in Page aan bij de Highway 89. De ten oosten van Page gelegen elektriciteitscentrale Navajo Generating Station wordt van kolen voorzien door middel van de goederenspoorlijn Black Mesa and Lake Powell Railroad. Aan de noordoostkant van Page ligt het vliegveld Page Municipal Airport.